# Stereopyga
Stereopyga is een geslacht van uitgestorven  zee-egels uit de familie Pseudodiadematidae.

## Soorten
- Stereopyga mooreii (Wright, 1857) † Toarcien, Verenigd Koninkrijk.
- Stereopyga gauthieri (Cotteau, 1885) † Boven-Pliensbachien, Frankrijk.
- Stereopyga prisciniacense (Cotteau, 1856) † Boven-Pliensbachien, Frankrijk.
- Stereopyga silbinense Stefanini, 1924 † Rhätisch, Italië.